# Rakouské velvyslanectví v Praze
Rakouské velvyslanectví v Praze (německy Österreichische Botschaft in Prag) je stálé bilaterální diplomatické zastoupení Rakouské republiky v Česku. Sídlo velvyslanectví se nachází v  ulici Viktora Huga 500/10 v Praze 5 - Smíchově, rezidence velvyslanců je v barokním paláci Hložků ze Žampachu v Kanovnické ulici 70/4 na pražských Hradčanech. Současnou velvyslankyní je J.E. Bettina Kirnbauer.

## Historie
Po zániku Rakouska-Uherska v roce 1918 vznikla potřeba zřízení rakouského velvyslanectví v novém Československu. V roce 1919 byl pověřen zřízením diplomatického zastoupení v Praze Ferdinand Marek. 11. dubna 1922 předal československému prezidentu Masarykovi své pověření rakouského vyslance.
Po anšlusu Rakouska nacistickým Německem v roce 1938 bylo velvyslanectví uzavřeno. Marek přesto zůstal v Praze a usiloval o obnovu činnosti. Od provizorní československé vlády si nechal schválit obnovu činnosti a hned po skončení války, už 12. května 1945, práci velvyslanectví skutečně znovu zahájil. Ještě v květnu téhož roku však byl zatčen sovětskými osvoboditeli a v roce 1947 zemřel ve vězení v Moskvě. Budova velvyslanectví v té době sloužila jako útočistě pro osoby prchající do Rakouska.
Po potlačení Pražského jara vojsky Varšavské smlouvy v srpnu 1968 vydával tehdejší velvyslanec a pozdější rakouský prezident Rudolf Kirchschläger i přes zamítavý příkaz z Vídně výjezdní víza československým státním občanům a umožnil tak tisícům osob pokojně vycestovat do Rakouska.

## Místa a organizace

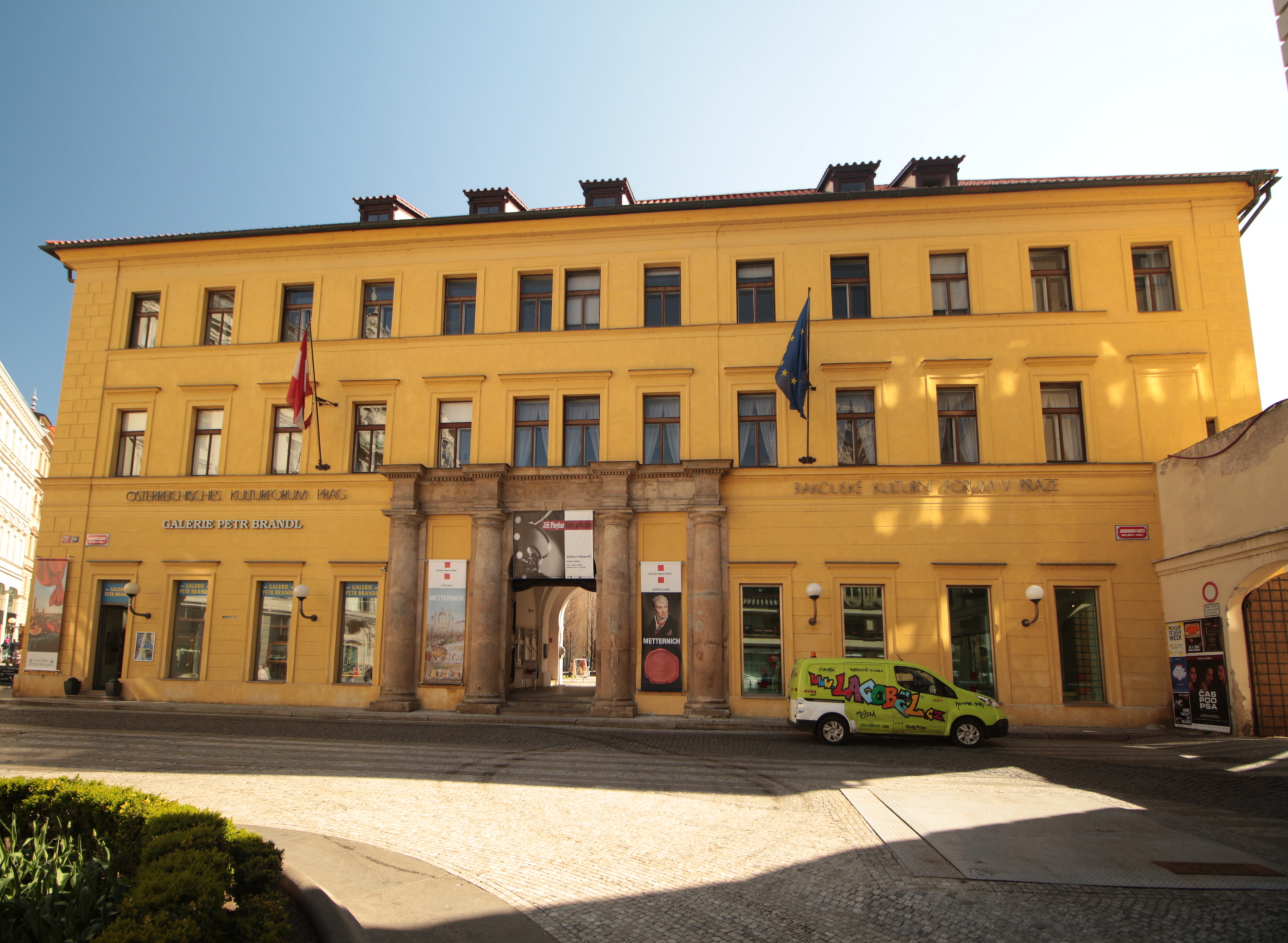
Rakouského kulturního fóra v budově františkánského kláštera na Jungmannově náměstí.

Diplomatické zastoupení a konzulát se nacházejí v ulici Viktora Huga 500/10 v Praze 5  -Smíchově. Budova z konce 19. století je již od roku 1922 v majetku rakouského státu.
Rakouské kulturní fórum v Praze (Österreichisches Kulturforum Prag) sídlí v budově někdejšího františkánského kláštera na Jungmannově náměstí 18 v Praze 1.
Rakouské honorární konzuláty jsou v Brně a v Českých Budějovicích.